# Brjánslækur
Brjánslækur ist ein Bauernhof und Fährhafen an der Südküste der Westfjorde im Westen Islands.

## Hof
Dieser Hof gehört zur Gemeinde Vesturbyggð und liegt an der Mündung des Vatnsfjörður.

## Fähre Baldur
Nach Brjánslækur verkehrt die Fähre Baldur über den Breiðafjörður. Sie verbindet die Westfjorde über die Insel Flatey mit Stykkishólmur auf der Halbinsel Snæfellsnes. Der Barðastrandarvegur  führt am Fährhafen vorbei und erreicht nach etwa 5,5 km den Vestfjarðavegur .

## Busverkehr
Die Fernbuslinie 62 der Straeto bietet Anschluss an den öffentlichen Personenverkehr, jedoch nur in den Sommermonaten.